# نهر هایلند
نهر هایلند (به انگلیسی: Highland Creek) یک رود در کانادا است که در انتاریو واقع شده‌است.